# Пинтос Сальданья, Хосе Луис
Хосе́ Луис Пи́нтос Сальда́нья (исп. José Luis Pintos Saldanha; род. 25 марта 1964[…], Артигас) — уругвайский футболист, выступавший на позиции защитника.

## Карьера
Хосе Луис Пинтос Сальданья почти всю карьеру провёл в «Насьонале». Он играл там с 1984 по 1994 год. С «трёхцветными» становился чемпионом Уругвая, обладателем Кубка Либертадорес, Межконтинентального и Межамериканского кубков, Рекопы. Завершал карьеру игрока в «Прогресо».
Начал играть габаритный защитник в 1977 году. В 1990 году в составе сборной Уругвая принял участие в чемпионате мира. Также трижды принимал участие в Кубке Америки. Всего за национальную команду с 1987 по 1991 год провёл 12 матчей.

## Титулы
- Чемпион Уругвая: 1992
- Победитель Лигильи Уругвая (3): 1990, 1992, 1993
- Обладатель Кубка Либертадорес: 1988
- Обладатель Рекопы Южной Америки: 1989
- Обладатель Межамериканского кубка: 1989
- Обладатель Межконтинентального кубка: 1988
- Обладатель Кубка Америки: 1987
- Третий игрок по итогам года в Южной Америке: 1988[4]
- Участник символической сборной года в Южной Америке: 1988